# Le Journal (quotidiano)
Le Journal è stato un quotidiano francese di diffusione nazionale, edito dal 1892 al 1944. Era uno dei principali giornali francesi durante la Belle Epoque.

## Storia
Le Journal venne fondato nel 1892 da Fernand Xau, che lo diresse fino alla propria morte nel 1899. Il primo numero uscì il 28 settembre 1892, e in breve tempo si impose come uno dei maggiori quotidiani nazionali francesi; il giornale si orientava su posizioni moderate, e dopo l'affare Dreyfus evitò di schierarsi pubblicamente. Dopo la morte di Xau, la direzione del giornale venne assunta da Henri Letellier, che la detenne fino al 1925. Nei primi anni del XX secolo superava le 700.000 copie giornaliere vendute, ponendolo in rivalità col quotidiano Le Matin, un altro dei giornali francesi di riferimento dell'epoca.
Nel 1911 il politico Charles Humbert ne divenne il redattore politico, orientando Le Journal su posizioni conservatrici. Il successo del giornale lo portò, nel 1914, a vendere più di un milione di copie al giorno e a competere con tutti gli altri grandi quotidiani francesi (Le Matin, Le Petit Journal e Le Petit Parisien). La reputazione del Journal parve compromettersi durante la prima guerra mondiale a causa della collaborazione con la spia tedesca Bolo Pascià; Letellier vendette quindi il giornale nel 1925, e Pierre Guimier ne divenne il direttore dal 1930 fino alla chiusura nel 1944.
Ormai in declino costante a causa delle diatribe e dei passaggi di proprietà, nel 1939 vendeva "poco più" di 400.000 copie giornaliere. Dopo l'iniziale sconfitta francese nella seconda guerra mondiale la redazione di Le Journal abbandonò la sua sede di Parigi, trasferendosi prima a Limoges, poi a Marsiglia e infine a Lione, continuando con costanza la pubblicazione giornaliera fino al giugno 1944. Ormai compromesso con le autorità di Vichy, quando il D-Day lasciava prospettare la prossima liberazione della Francia Le Journal cessò ogni pubblicazione e non fu più edito.